# New York államban történt légi közlekedési balesetek listája
A New York államban történt légi közlekedési balesetek listája mind a halálos áldozattal járó, mind pedig a kisebb balesetek, meghibásodások miatt történt, gyakran csak az adott légiforgalmi járművet érintő baleseteket is tartalmazza évenkénti bontásban.

## New York államban történt légi közlekedési balesetek

### 1960
- 1960. december 16., John Fitzgerald Kennedy nemzetközi repülőtér. A levegőben összeütközött a United Airlines 826-os járata, egy Douglas DC-8-11 típusú utasszállító repülőgépe (lajstromjele: N8013U), illetve a Trans World Airlines 266-os járata, egy Lockheed L-1049 Super Constellation típusú (lajstromjele: N6907C) utasszállító repülőgépe. A United Airlines járatán 77 utas és 7 fős személyzet volt. A Trans World Airlines járatán 39 utas és 5 fős személyzet volt. Mindannyian életüket vesztették a tragédiában, 1 fő a kórházba szállítást követően hunyt el.[1][2][3]

### 2018
- 2018. március 11. East River, New York. Lezuhant a Liberty Helicopters N350LH lajstromjelű Eurocopter AS 350 Écureuil típusú városnéző helikoptere. A gépen utazó 5 utas és 1 fő pilóta közül 5 fő életét vesztette, 1 fő megsérült.[4][5]